# Kuzinellus andreae
Kuzinellus andreae är en spindeldjursart som först beskrevs av Edward A. Ueckermann och Loots 1988.  Kuzinellus andreae ingår i släktet Kuzinellus och familjen Phytoseiidae. Inga underarter finns listade i Catalogue of Life.